# Geneva (Alabama)
Geneva é uma cidade localizada no estado americano do Alabama, no Condado de Geneva.

## Demografia
Segundo o censo americano de 2000, a sua população era de 4388 habitantes.
Em 2006, foi estimada uma população de 4415, um aumento de 27 (0.6%).

## Geografia
De acordo com o United States Census Bureau, a localidade tem uma área de 39,0 km², dos quais 38,5 km² cobertos por terra e 0,5 km² cobertos por água.

## Localidades na vizinhança
O diagrama seguinte representa as localidades num raio de 24 km ao redor de Geneva.